# Lista das palavras mais longas da língua portuguesa
Esta é uma lista de algumas das mais longas palavras da língua portuguesa.
A mais longa palavra da língua portuguesa, registrada num dicionário, é pneumoultramicroscopicossilicovulcanoconiótico com 46 letras. É de referir, que não é muito comum um dicionário efetuar registos deste tipo de palavras, pois se consultarmos livros técnicos, existem muitas outras mais longas do que esta na nossa língua. A palavra ganhou registro oficial pela primeira vez em 2001, no Dicionário Houaiss da Língua Portuguesa e aparece descrita como um indivíduo que possui uma doença pulmonar causada pela inspiração de cinzas vulcânicas.
No entanto, esta palavra é de origem artificial, ou seja, tradicionalmente é um tipo de palavra que não é dicionarizada já que não é uma palavra verdadeira. Foi fabricada intencionalmente como sinônimo da doença conhecida como silicose para ser criada a maior palavra da língua inglesa. Considerada como uma "brincadeira" pelos linguistas ingleses não é aceita como uma palavra séria. Ironicamente, entrou na nossa língua sem nenhuma objecção dos especialistas da matéria, o que permitiu a sua dicionarização. A palavra foi inventada na reunião anual da NPL (National Puzzlers' League, Reino Unido) pelo seu presidente Everett M. Smith. E surge pela primeira vez a público, num artigo publicado pelo New York Herald Tribune a 23 de fevereiro de 1935, intitulado "Puzzlers Open 103rd Session Here by Recognizing 45-Letter Word" (Puzzlers abrem a 103ª sessão, reconhecendo uma palavra de 45 letras).
A palavra de 29 letras anticonstitucionalissimamente é considerada a mais longa palavra portuguesa não técnica, e descreve algo que é efectuado de maneira muito anticonstitucional, ou seja, que é oposto à constituição.
| Ordem | Palavra                                        | Significado                                                                                | Número de letras |
| ----- | ---------------------------------------------- | ------------------------------------------------------------------------------------------ | ---------------- |
| 01°   | Pneumoultramicroscopicossilicovulcanoconiotico | Doente diagnosticado com silicose.                                                         | 46               |
| 02°   | Pneumoultramicroscopicossilicovulcanoconiose   | Doença pulmonar causada pela inspiração de cinzas vulcânicas, vulgo, silicose.             | 44               |
| 03°   | Paraclorobenzilpirrolidinonetilbenzimidazol    | Fármaco normalmente utilizado para o tratamento de hemorroidas.                            | 43               |
| 04°   | Piperidinoetoxicarbometoxibenzofenona          | Fármaco utilizado como analgésico e antipirético.                                          | 37               |
| 05°   | Dimetilaminofenildimetilpirazolona             | Principio ativo de um fármaco utilizado para dor de cabeça.                                | 34               |
| 06°   | Hipopotomonstrosesquipedaliofobia              | Medo excessivo e irracional de palavras grandes.                                           | 33               |
| 06°   | Tetrabrometacresolsulfonoftaleína              | Composto químico indicador de PH.                                                          | 33               |
| 07°   | Monosialotetraesosilgangliosideo               | Composto químico presente em diversos medicamentos.                                        | 32               |
| 08°   | Anticonstitucionalissimamente                  | Advérbio de modo referente a algo feito de forma muito anticonstitucional.                 | 29               |
| 09°   | Oftalmotorrinolaringologista                   | Especialista médico da área que cuida de olhos, ouvidos, nariz e garganta.                 | 28               |
| 10°   | Acetilparafenilenadiamínico                    | Principio ativo de fármaco utilizado como analgésico                                       | 27               |
| 10°   | Colpocisturetrocistostômico                    | Nome de procedimento ginecológico utilizado para ligar o colo da bexiga a parede da vagina | 27               |
| 11°   | Dimetatarsoquartifalângico                     | Nome técnico de um músculo presente no pé                                                  | 26               |
| 12°   | Dacriocistossiringotômico                      | Nome relacionado ao procedimento de Dacriocistossiringotomia                               | 25               |
| 12°   | Cineangiocoronariografico                      | Relacionado ao exame cineangiocoronariografia                                              | 25               |
| 12°   | Alcoilbenzenossulfonático                      | Nome técnico de substancia quimica                                                         | 25               |
| 13°   | Cineangiocoronariografia                       | Exame laboratorial para analise da artéria coronária. (Cateterismo)                        | 24               |
| 13°   | Dacriocistossiringotomia                       | Nome de procedimento oftalmologico para ligar o saco lacrimal ao vaso lacrimal             | 24               |
| 14°   | Amidoazobenzossulfônico                        | Nome técnico para um ácido na quimica                                                      | 23               |
| 14°   | Anticonstitucionalmente                        | Ato não constitucional                                                                     | 23               |
| 14°   | Desconstitucionalização                        | Palavra técnica do direito utilizada para criação de uma norma infra-constitucional        | 23               |
| 14°   | Duodenopancreatectômico                        | Relacionado ao procedimento duodenopancreatectomia.                                        | 23               |
| 14°   | Histerossalpingográfico                        | Exame realizado na ginecologia para analise da vagina e trombas uterinas (HSG)             | 23               |